# Gluhi Do
Gluhi Do este un sat din comuna Bar, Muntenegru. Conform datelor de la recensământul din 2003, localitatea are 176 de locuitori (la recensământul din 1991 erau 159 de locuitori).

## Demografie
În satul Gluhi Do locuiesc 160 de persoane adulte, iar vârsta medie a populației este de 49,4 de ani (46,2 la bărbați și 54,0 la femei). În localitate sunt 64 de gospodării, iar numărul mediu de membri în gospodărie este de 2,27.
Populația localității este foarte eterogenă.
|  |

| Demografie | Demografie | Demografie |
| An         | Locuitori  | Locuitori  |
| ---------- | ---------- | ---------- |
|            |            |            |
|            |            |            |
|            |            |            |
|            |            |            |
| 1948       | 718        |            |
| 1953       | 703        |            |
| 1961       | 675        |            |
| 1971       | 470        |            |
| 1981       | 329        |            |
| 1991       | 159        | 158        |
| 2003       | 146        | 176        |

| \| Componența etnică conform recensământului din 2003[2] \| Componența etnică conform recensământului din 2003[2] \| Componența etnică conform recensământului din 2003[2] \| Componența etnică conform recensământului din 2003[2] \| Componența etnică conform recensământului din 2003[2] \| \| ----------------------------------------------------- \| ----------------------------------------------------- \| ----------------------------------------------------- \| ----------------------------------------------------- \| ----------------------------------------------------- \| \| \| \| \| \| \| \| Muntenegreni \| Muntenegreni \| \| 109 \| 61,93% \| \| Sârbi \| Sârbi \| \| 37 \| 21,02% \| \| Bosniaci \| Bosniaci \| \| 9 \| 5,11% \| \| Sloveni \| Sloveni \| \| 5 \| 2,84% \| \| Macedoneni \| Macedoneni \| \| 5 \| 2,84% \| \| Musulmani \| Musulmani \| \| 2 \| 1,13% \| \| Croați \| Croați \| \| 1 \| 0,56% \| \| necunoscută \| necunoscută \| \| 0 \| 0% \| |              |  |     |        |
| Componența etnică conform recensământului din 2003 |              |  |     |        |
| |              |  |     |        |
| Muntenegreni | Muntenegreni |  | 109 | 61,93% |
| Sârbi | Sârbi        |  | 37  | 21,02% |
| Bosniaci | Bosniaci     |  | 9   | 5,11%  |
| Sloveni | Sloveni      |  | 5   | 2,84%  |
| Macedoneni | Macedoneni   |  | 5   | 2,84%  |
| Musulmani | Musulmani    |  | 2   | 1,13%  |
| Croați | Croați       |  | 1   | 0,56%  |
| necunoscută | necunoscută  |  | 0   | 0%     |